# Plagiolepis bicolor
Plagiolepis bicolor är en myrart som beskrevs av Auguste-Henri Forel 1901. Plagiolepis bicolor ingår i släktet Plagiolepis och familjen myror. Inga underarter finns listade i Catalogue of Life.